# Kommandozeilenparameter
Als Kommandozeilenparameter (auch Kommandozeilenschalter oder flags) werden zusätzliche Parameter zum Kommando in einer Kommandozeile bezeichnet. Sie werden durch Trennzeichen – meist ein Leerzeichen (ASCII-Code 32) als Zwischenraum – vom Kommando und voneinander getrennt und folgen immer auf das Kommando. Sie gliedern sich in Optionen und Argumente.

## Optionen
Optionen werden auf Unix-artigen Systemen mit einem oder zwei Bindestrichen eingeleitet, in der DOS-Welt mit einem Schrägstrich. Sie modifizieren die Wirkung eines Kommandos. Beispielsweise führt die Option -l in dem Aufruf ls -l dazu, dass die Ausgabe des Kommandos ls ausführlicher (länger) wird. Die meisten Kommandos bieten einen einheitlichen Parameter, der alle für das jeweilige Kommando möglichen Optionen anzeigt. Dies ist unter Unix -h oder --h, unter PC-kompatiblem DOS und Windows ist es /? oder /h. Mehrere gleichzeitige Optionen dürfen bei manchen Kommandos zusammengefasst werden, beispielsweise kann unter Windows dir /s /p auch als dir /sp angegeben werden.

## Argumente
Argumente sind Namen von Dateien, Verzeichnissen, Benutzern oder ähnlichen Objekten, auf die das Kommando angewendet werden soll. Der Aufruf 
```
ls /usr/bin 
```

listet beispielsweise unter Linux den Inhalt des Verzeichnisses /usr/bin auf. Ein Kommando kann mehrere Argumente verlangen, so das Kopierkommando, bei dem Quell- und Zieldatei anzugeben sind. 

## Parameter
Zusammen bilden Optionen und Argumente die Parameter, mit denen ein Kommando aufgerufen wird. Diese kommen auch gemeinsam vor, wobei manchmal die Reihenfolge zu beachten ist. Solche Einzelheiten sind der Beschreibung des jeweiligen Kommandos zu entnehmen.
In manchen Mehrbenutzersystemen sind Kommandozeilenparameter für andere Benutzer sichtbar, sodass zum Beispiel dann Passwörter nicht auf diesem Weg einem Programm übergeben werden sollten.